# Pedersöre
Pedersöre (Pedersören kunta en finés) es un municipio en la costa oeste de Finlandia. Su sede está ubicada en Bennäs.
Pedersöre está situado en la provincia de Finlandia Occidental, en la región de Ostrobothnia. Cuenta con 10.406 habitantes, un 91% de los cuales hablan sueco (91%) y una minoría finnohablantes (7%). El municipio está compuesto por varios pueblos y aldeas, los más importantes son Bennäs, Kållby, Esse, Lepplax y Purmo. La ciudad más cercana es Jakobstad.
- Wikimedia Commons alberga una categoría multimedia sobre Pedersöre.

- Datos: Q385194
- Multimedia: Pedersöre / Q385194